# Ibis černohlavý
Ibis černohlavý (Threskiornis melanocephalus) je druh ptáka z čeledi ibisovití, blízký příbuzný známějšího ibise posvátného. Od něj se liší šedým zbarvením ocasu.
V dospělosti má černou hlavu a lysý černý krk, ale mladí jedinci mají krk pokrytý peřím bílé barvy, která se na hlavě mění v šedou.
Živí se menšími obratlovci, například žábami a pulci, ale i bezobratlými (hmyzem, plži, kroužkovci). Hmyz chytá například v blízkosti buvolů, když jej tito kopytníci vyplaší.
Vyskytuje se v jižní a jihovýchodní Asii, konkrétně od Myanmaru po východ Číny. Žije u sladkých vod, v mokrých travnatých územích včetně zaplavených luk, v pobřežních regionech a někdy také v zemědělské krajině.
Dosahuje délky 65 až 76 cm, rozpětí křídel přibližně 1,3 m a hmotnosti 1,5 až 2,5 kg.
Hnízdí na stromech či v keřích a utváří kolonie, a to i s dalšími druhy ptáků, např. čápy a volavkami. Snáší dvě až čtyři vejce, na kterých sedí 23 až 25 dní.
Patří mezi téměř ohrožené taxony. Největší nebezpečí pro tento druh představuje úbytek biotopů.

## Chov v zoo
Jedná se o vzácně chovaný druh. V Evropě byl v březnu 2020 chován jen v 15 evropských zoo, nejvíce v Německu. V rámci Česka se v tu chvíli jednalo o dvě zoo:
- Zoo Plzeň
- Zoo Praha

### Chov v Zoo Praha
Počátky chovu ibise černohlavého v Zoo Praha se datují do prvních dekád zoo, ale ten současný odstartoval až v roce 2017, kdy byly dovezeny dvě samice ze Zoo Plzeň. Na počátku února 2020 byli dovezeni dva samci a dvě samice od soukromého chovatele.
V srpnu 2020 se vylíhlo mládě.
Tento ibis je k vidění v průchozí voliéře Asijská laguna (dříve Delta) za pavilonem Sečuán v dolní části zoo.